# Chaoyang-Park
Der Chaoyang-Park (chinesisch 朝阳公园, Pinyin Cháoyáng Gōngyuán, auch bekannt als 北京朝阳公园,  Běijīng Cháoyáng Gōngyuán) ist eine Parkanlage auf dem Gelände des ehemaligen Prinzenpalastes im Bezirk Chaoyang im Nordosten der chinesischen Hauptstadt Peking. Die Konstruktion des Parks begann 1984. Er ist ungefähr 2,8 Kilometer lang und 1,5 Kilometer breit. Bei einer Gesamtfläche von 288,7 Hektar sind 68,2 Hektar von Wasser bedeckt. 87 Prozent der Fläche sind Grünanlagen.
Seit 2005 findet jedes Jahr im September das Beijing Pop Festival im Chaoyang-Park statt. 2006 wurde in der Parkanlage mit dem Bau des Great Beijing Wheel begonnen. 2010 wurden die Bauarbeiten eingestellt.
Bei den Olympischen Sommerspielen 2008 fanden hier die Wettbewerbe im Beachvolleyball statt. Dazu wurde ein temporäres Stadion gebaut, das auf einer Fläche von 14.150 Quadratmetern Platz für 12.200 Zuschauer bot. Während der Bauarbeiten wurden im Chaoyang-Park Ruinen des Tai-Shang-Lao-Jun-Tempels aus der Ming-Dynastie entdeckt. Die Anlage besteht aus einem Center Court, zwei Plätzen zum Aufwärmen und sechs Trainingsplätzen. Für die Spielfelder, die eine Gesamtfläche von 20.000 Quadratmetern bedecken, wurden 17.000 Tonnen feiner Sand aus Dongfang in der Provinz Hainan geliefert. Der FIVB-Supervisor Blair Harrison lobte die einzigartige Lage des Stadions in einem Park. Vom 13. bis 19. August 2007 fand in dem Stadion der FIVB Beach Volleyball Women's Challenger statt. Nach den Spielen sollten anstelle des Stadions ein großer Swimmingpool und ein Musik-Brunnen mit 25 Metern Durchmessern entstehen. Heute rostet das Stadion jedoch vor sich hin.